# Blatna (samhälle)
Blatna är ett samhälle i Bosnien och Hercegovina.   Det ligger i entiteten Republika Srpska, i den nordvästra delen av landet, 210 kilometer nordväst om huvudstaden Sarajevo. Blatna ligger 259 meter över havet och antalet invånare är 394.
Terrängen runt Blatna är kuperad åt nordväst, men åt sydost är den platt. Närmaste större samhälle är Otoka, 4,9 kilometer väster om Blatna. 
I omgivningarna runt Blatna växer i huvudsak lövfällande lövskog. Runt Blatna är det ganska tätbefolkat, med 67 invånare per kvadratkilometer.